# Voleibol de praia nos Jogos do Pacífico Sul
O voleibol de praia é um dos esportes no programa esportivo da Jogos do Pacífico Sul, evento celebrado quadrienalmente, e desde a edição de 1999, ou seja, o vôlei de praia foi incluído nos 11º Jogos do Pacífico Sul, realizados em Guam em ambos os naipes, sua relevância foi confirmada com sua inclusão também na sétima edição dos Mini Jogos do Pacífico  no ano de 2005 em Palau.

## Quadro de medalhas

### Masculino
| Ordem | País               | Medalha de ouro | Medalha de prata | Medalha de bronze | Total |
| ----- | ------------------ | --------------- | ---------------- | ----------------- | ----- |
| 1     | Polinésia Francesa | 2               | 1                | 1                 | 4     |
| 2     | Fiji               | 1               | 2                | 2                 | 5     |
| 3     | Samoa              | 1               | 0                | 0                 | 1     |
| 3     | Papua-Nova Guiné   | 1               | 0                | 0                 | 1     |
| 3     | Austrália          | 1               | 0                | 0                 | 1     |

### Feminino
| Ordem | País               | Medalha de ouro | Medalha de prata | Medalha de bronze | Total |
| ----- | ------------------ | --------------- | ---------------- | ----------------- | ----- |
| 1     | Vanuatu            | 2               | 1                | 1                 | 4     |
| 2     | Fiji               | 2               | 1                | 0                 | 3     |
| 3     | Polinésia Francesa | 1               | 1                | 2                 | 4     |
| 4     | Samoa Americana    | 1               | 0                | 1                 | 2     |

### Geral
| Ordem | País               | Medalha de ouro | Medalha de prata | Medalha de bronze | Total |
| ----- | ------------------ | --------------- | ---------------- | ----------------- | ----- |
| 1     | Polinésia Francesa | 3               | 3                | 3                 | 9     |
| 2     | Fiji               | 3               | 3                | 2                 | 8     |
| 3     | Vanuatu            | 2               | 1                | 1                 | 4     |
| 3     | Samoa Americana    | 1               | 0                | 2                 | 3     |
| 4     | Papua-Nova Guiné   | 1               | 0                | 1                 | 2     |
| 6     | Samoa              | 1               | 0                | 0                 | 1     |
| 6     | Austrália          | 1               | 0                | 0                 | 1     |
| 8     | Nova Caledônia     | 0               | 2                | 1                 | 3     |
| 9     | Tonga              | 0               | 1                | 2                 | 3     |
| 10    | Ilhas Salomão      | 0               | 1                | 0                 | 1     |
| 10    | Wallis e Futuna    | 0               | 1                | 0                 | 1     |